# Nekrolog 1614
Nekrolog
◄◄
| ◄
| 1610
| 1611
| 1612
| 1613
| 1614 | 1615 | 1616 | 1617 | 1618 | ► | ►►
Weitere Ereignisse | Allgemeiner Nekrolog 1614
Die Beschreibung der verstorbenen Person sollte so kurz wie möglich gehalten sein und nur deren signifikante Tätigkeit(en) enthalten.
Neue Namen ggf. auch unter dem Geburts- und Sterbedatum, also etwa unter 1. Januar und im Geburts- und Sterbejahr (2024) eintragen (nur bei entsprechender großer Wichtigkeit). Für Beispiele siehe die schon vorhandenen Artikel.
Außerdem über die fünf zuletzt Verstorbenen, zu denen es einen ausreichend guten Artikel für eine Präsentation auf der Hauptseite gibt, nach der todesbedingten Überarbeitung der Artikel ggf. auch unter Wikipedia Diskussion:Hauptseite informieren und sie am besten auch in den anderen Wikipedia-Sprachversionen eintragen. Tipp: Regelmäßig bei news.google.de nach „ist tot“, „gestorben“ oder „verstorben“ suchen.
Wenn eine Person gestorben ist, gibt es viele Seiten zu dieser Person in der Wikipedia, die davon auch betroffen sind und entsprechend aktualisiert werden müssen. Beispiele: Namenübersichtsseite, Geburtsjahr, Geburtsort-Seiten und viele mehr.
Wie finde ich die betroffenen Seiten?
Im Suchfeld auf der linken Seite gibt man den Suchbegriff so ein: „Vorname Nachname“. Dann klickt man auf Volltext und alle Seiten mit entsprechendem Suchtext werden aufgerufen. Hier sieht man dann schnell, wo auch das Todesjahr Sinn macht oder sogar ein Teil des Artikels angepasst werden muss. Auch hilft das „Werkzeug“ auf der linken Seite sehr gut, um solche Seiten aufzufinden: „Links auf diese Seite“. Somit ist die Wikipedia wieder aktuell in allen Bereichen! Hinweis: bei Eintragung der Kategorie „Gestorben JAHR“ wird der Missbrauchsfilter 49 ausgelöst, was jedoch nicht schlimm ist. Siehe: Spezial:Missbrauchsfilter/49
Dies ist eine Liste von im Jahr 1614 verstorbenen bekannten Persönlichkeiten. Die Einträge erfolgen innerhalb der einzelnen Daten alphabetisch sortiert. Tiere sind im Nekrolog für Tiere zu finden.

## Januar
| Tag        | Name                             | Beruf, bekannt als                            | Alter | Beleg |
| ---------- | -------------------------------- | --------------------------------------------- | ----- | ----- |
| 12. Januar | Elisabeth von Bergh-s’Heerenberg | Fürstäbtissin von Essen                       |       |       |
| 21. Januar | Morosina Morosini                | Ehefrau des Dogen von Venedig, Marino Grimani |       |       |
| 28. Januar | Francesco Mantica                | italienischer Jurist und Kardinal             | 79    |       |

## Februar
| Tag         | Name              | Beruf, bekannt als              | Alter | Beleg |
| ----------- | ----------------- | ------------------------------- | ----- | ----- |
| 5. Februar  | Jakob Ebert       | deutscher Theologe und Dichter  | 65    |       |
| 17. Februar | Reinhard Bachofen | Bürgermeister von Leipzig       |       |       |
| 18. Februar | Burchard Harbart  | deutscher lutherischer Theologe | 67    |       |

## März
| Tag      | Name                           | Beruf, bekannt als                                                                      | Alter | Beleg |
| -------- | ------------------------------ | --------------------------------------------------------------------------------------- | ----- | ----- |
| 1. März  | Bernhard Klingenstein          | deutscher Komponist und Domkapellmeister am Augsburger Dom                              | ≈69   |       |
| 4. März  | Gerhard Eobanus Geldenhauer    | Magister und evangelischer Theologe, Begründer des reformierten Kirchenwesens in Nassau |       |       |
| 22. März | Filippo Salviati               | florentinischer Wissenschaftler                                                         |       |       |
| 24. März | Johann Friedrich von Schönberg | Schriftsteller                                                                          | 71    |       |
| 25. März | Tobias Tilemann                | deutscher Mathematiker                                                                  | 30    |       |
| 27. März | Christoph Murer                | Schweizer Glasmaler und Dichter                                                         | 56    |       |

## April
| Tag       | Name                       | Beruf, bekannt als                                                                                                  | Alter | Beleg |
| --------- | -------------------------- | --- | ----- | ----- |
| 2. April  | Henri I. de Montmorency    | Marschall und Connétable von Frankreich                                                                             | 79    |       |
| 7. April  | El Greco                   | spanischer Maler, Bildhauer, Architekt und Hauptmeister des spanischen Manierismus                                  |       |       |
| 15. März  | Henrich Smet               | flämischer Humanist                                                                                                 |       |       |
| 17. April | Andreas Schoppe            | deutscher Lutherischer Theologe, Erbauungsschriftsteller und Chronist                                               |       |       |
| 22. April | Joachim Dobbin             | deutscher evangelisch-lutherischer Geistlicher, Hauptpastor am Lübecker Dom und Senior des Geistlichen Ministeriums |       |       |
| 22. April | Hans Nottelmann der Ältere | deutscher Bildhauer der Renaissance                                                                                 |       |       |
| 23. April | Bartholomäus Schachmann    | deutscher Forschungsreisender, Kunstsammler und Bürgermeister von Danzig                                            | 54    |       |
| 25. April | Renward Cysat              | Politiker, Apotheker und Regisseur                                                                                  | 68    |       |
| 29. März  | Jehoschua Falk             | Talmudist und Halachist                                                                                             |       |       |

## Mai
| Tag     | Name            | Beruf, bekannt als                                                                | Alter | Beleg |
| ------- | --------------- | --------------------------------------------------------------------------------- | ----- | ----- |
| 12. Mai | Andreas Herber  | deutscher Bildhauer, Bildschnitzer, Steinmetz und Modellbauer der Spätrenaissance |       |       |
| 13. Mai | Marquard Freher | deutscher Diplomat und Historiker                                                 | 48    |       |
| 27. Mai | Peter Turner    | englischer Arzt                                                                   |       |       |

## Juni
| Tag      | Name                       | Beruf, bekannt als                                                      | Alter | Beleg |
| -------- | -------------------------- | ----------------------------------------------------------------------- | ----- | ----- |
| 10. Juni | Thomas Franzius            | deutscher Rechtswissenschaftler und ostfriesischer Kanzler              | 50    |       |
| 10. Juni | Tomás Gargal               | katalanischer Ordensgeistlicher, Bischof von Malta                      |       |       |
| 13. Juni | Anton (I.) von Wietersheim | deutscher Jurist, Kanzler der Grafen von Holstein-Schauenburg           |       |       |
| 21. Juni | Bartholomäus Scultetus     | Stadtrichter und Bürgermeister in Görlitz                               | 74    |       |
| 23. Juni | Markus Welser              | deutscher Humanist, Historiker, Verleger und Bürgermeister von Augsburg | 56    |       |
| 29. Juni | Wolf Jacob Stromer         | deutscher Stadtbaumeister in Nürnberg                                   | 53    |       |

## Juli
| Tag      | Name                                       | Beruf, bekannt als                                               | Alter | Beleg |
| -------- | ------------------------------------------ | ---------------------------------------------------------------- | ----- | ----- |
| 1. Juli  | Isaac Casaubon                             | Philologe, Protestant, Humanist                                  | 55    |       |
| 4. Juli  | Johannes Magirus                           | deutscher lutherischer Theologe und Komponist                    | 77    |       |
| 11. Juli | Wolter Hasemann                            | deutscher Bildhauer                                              |       |       |
| 11. Juli | Maximiliana Maria von Bayern               | Prinzessin von Bayern                                            | 62    |       |
| 13. Juli | Bernhard Homeister                         | Bürgermeister von Hannover                                       |       |       |
| 14. Juli | Kamillus von Lellis                        | italienischer Ordensgründer und ein Heiliger                     | 64    |       |
| 15. Juli | Pierre de Bourdeille, seigneur de Brantôme | französischer Soldat und Autor                                   |       |       |
| 20. Juli | Humpert von Langen                         | kursächsischer Hofbeamter, Oberaufseher der Grafschaft Henneberg |       |       |
| 28. Juli | Felix Platter                              | Mediziner und autobiographischer Schriftsteller                  | 77    |       |

## August
| Tag        | Name                                 | Beruf, bekannt als                                                                                            | Alter | Beleg |
| ---------- | ------------------------------------ | --- | ----- | ----- |
| 3. August  | François de Bourbon, prince de Conti | Fürst von Chateau-Regnault; Ritter der königlichen Orden; Gouverneur der Auvergne, von Paris und der Dauphiné | 55    |       |
| 5. August  | Matthias Anomäus                     | deutscher Pädagoge, Mathematiker und Mediziner                                                                |       |       |
| 11. August | Lavinia Fontana                      | italienische Malerin                                                                                          | 61    |       |
| 21. August | Elisabeth Báthory                    | ungarische Adlige                                                                                             |       |       |
| 22. August | Philipp Ludwig                       | Pfalzgraf und Herzog von Pfalz-Neuburg                                                                        | 66    |       |

## September
| Tag           | Name                   | Beruf, bekannt als                   | Alter | Beleg |
| ------------- | ---------------------- | ------------------------------------ | ----- | ----- |
| 8. September  | Balthasar Braunsberger | deutscher Rechtswissenschaftler      |       |       |
| 30. September | Hans Landis            | Schweizer Prediger                   |       |       |
| September     | Felice Anerio          | italienischer Komponist              |       |       |
| September     | Jean de Macque         | belgischer Komponist der Renaissance |       |       |

## Oktober
| Tag         | Name                  | Beruf, bekannt als                                           | Alter | Beleg |
| ----------- | --------------------- | ------------------------------------------------------------ | ----- | ----- |
| 2. Oktober  | Carlo Sellitto        | italienischer Maler                                          |       |       |
| 9. Oktober  | Bonaventura Vulcanius | flämischer Gelehrter, Übersetzer und Humanist                | 76    |       |
| 14. Oktober | Jacob Bunel           | französischer Maler                                          | 29    |       |
| 14. Oktober | Johann Hoffmann       | österreichischer Benediktiner, Abt des Stifts Admont         |       |       |
| 15. Oktober | Peder Claussøn Friis  | norwegischer Geistlicher und Humanist                        | 69    |       |
| 23. Oktober | Pancraz Krüger        | deutscher Humanist und Pädagoge                              | 68    |       |
| 30. Oktober | Petrus Hagen          | deutscher Jurist, Advokat und Syndicus der Hansestadt Lübeck |       |       |

## November
| Tag          | Name               | Beruf, bekannt als                         | Alter | Beleg |
| ------------ | ------------------ | ------------------------------------------ | ----- | ----- |
| 26. November | Sibylla von Anhalt | Herzogin von Württemberg                   | 50    |       |
| 27. November | Sebastian Werro    | Schweizer römisch-katholischer Geistlicher | 59    |       |

## Dezember
| Tag          | Name                | Beruf, bekannt als                                                                       | Alter | Beleg |
| ------------ | ------------------- | ---------------------------------------------------------------------------------------- | ----- | ----- |
| 3. Dezember  | Lazarus Röting      | deutscher Maler                                                                          |       |       |
| 18. Dezember | Claude de La Châtre | französischer Militär während der Hugenottenkriege, Gouverneur des Berry und von Bourges |       |       |
| 19. Dezember | Melchior Bischoff   | deutscher Kirchenlieddichter und Geistlicher                                             | 67    |       |
| 23. Dezember | Hans Brentel        | schwäbischer Kartenmaler                                                                 | 82    |       |
| 24. Dezember | Marina Mniszech     | polnisch-litauische Adelige und Zarin                                                    |       |       |
| 24. Dezember | Georg Stephanides   | österreichischer Zisterzienser                                                           |       |       |
| 25. Dezember | Konoe Nobutada      | japanischer Kalligraph und Regent für Go-Yōzei                                           | 49    |       |
| 27. Dezember | Bartosz Paprocki    | polnischer Schriftsteller, Historiker, Übersetzer, Dichter und Heraldiker                |       |       |

## Datum unbekannt
| Tag | Name                                  | Beruf, bekannt als                                                                  | Alter | Beleg |
| --- | ------------------------------------- | ----------------------------------------------------------------------------------- | ----- | ----- |
|     | Thomas Grey, 15. Baron Grey de Wilton | englischer Adliger und Militär                                                      |       |       |
|     | Alexander Guagnini                    | italienischer Chronist                                                              |       |       |
|     | Tobias Heß                            | deutscher Jurist                                                                    |       |       |
|     | William Lee                           | englischer Geistlicher und Erfinder des Handkulierstuhls                            |       |       |
|     | Cesare Nebbia                         | italienischer Maler                                                                 |       |       |
|     | Antonio Neri                          | italienischer Priester und Alchemist                                                |       |       |
|     | Matthias Oeder                        | kursächsischer Markscheider und Landvermesser                                       |       |       |
|     | Mavro Orbini                          | kroatischer Benediktinermönch, dalmatischer Intellektueller und Geschichtsschreiber |       |       |
|     | Filippo Paladini                      | italienischer Maler                                                                 |       |       |
|     | Pedro Fernández de Quirós             | portugiesischer Seefahrer und Entdecker                                             |       |       |
|     | Lambert de Sayve                      | franko-flämischer Komponist                                                         |       |       |
|     | Robert Smythson                       | englischer Baumeister, Vertreter des Elisabethanischen Stils                        |       |       |
|     | György Válaszúti                      | Pfarrer und Leiter der Unitarischen Kirche in Südungarn                             |       |       |
|     | Erasmus Zettel                        | Bürger- und Bergmeister, Amtsverwalter und Hauptmann von Neudek                     |       |       |
|     | Wolfgang Zündelin                     | deutscher Diplomat                                                                  |       |       |